# 坐

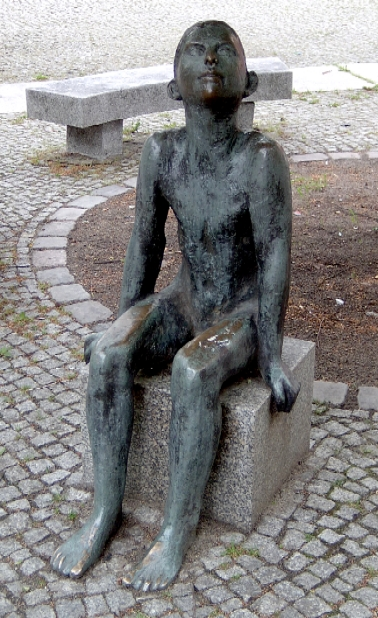
Werner Stötzer的雕塑 Sitzender Junge

坐是基本的人類休息姿勢。體重主要由與地面或諸如椅凳等水平物體接觸的臀部支撐，軀幹則或多或少是直立的。生活中經常坐著會有顯著的健康風險，長時間坐著的人其死亡率比不常久坐的人要高。
有些跪姿是是軀幹直立，將腿置於膝蓋以下，例如正坐及瑜珈中的金剛坐，有些情形下會將這種跪姿也歸類為坐。

## 坐姿

### 席地而坐

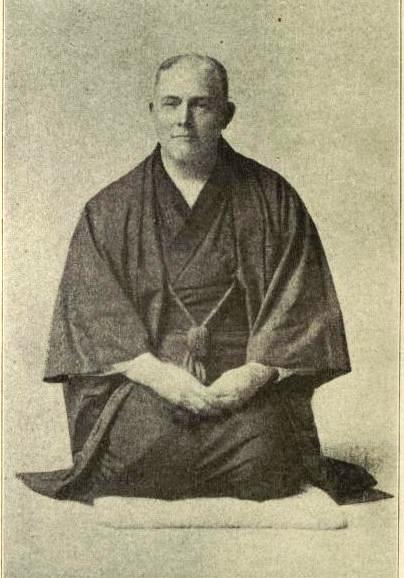
正坐

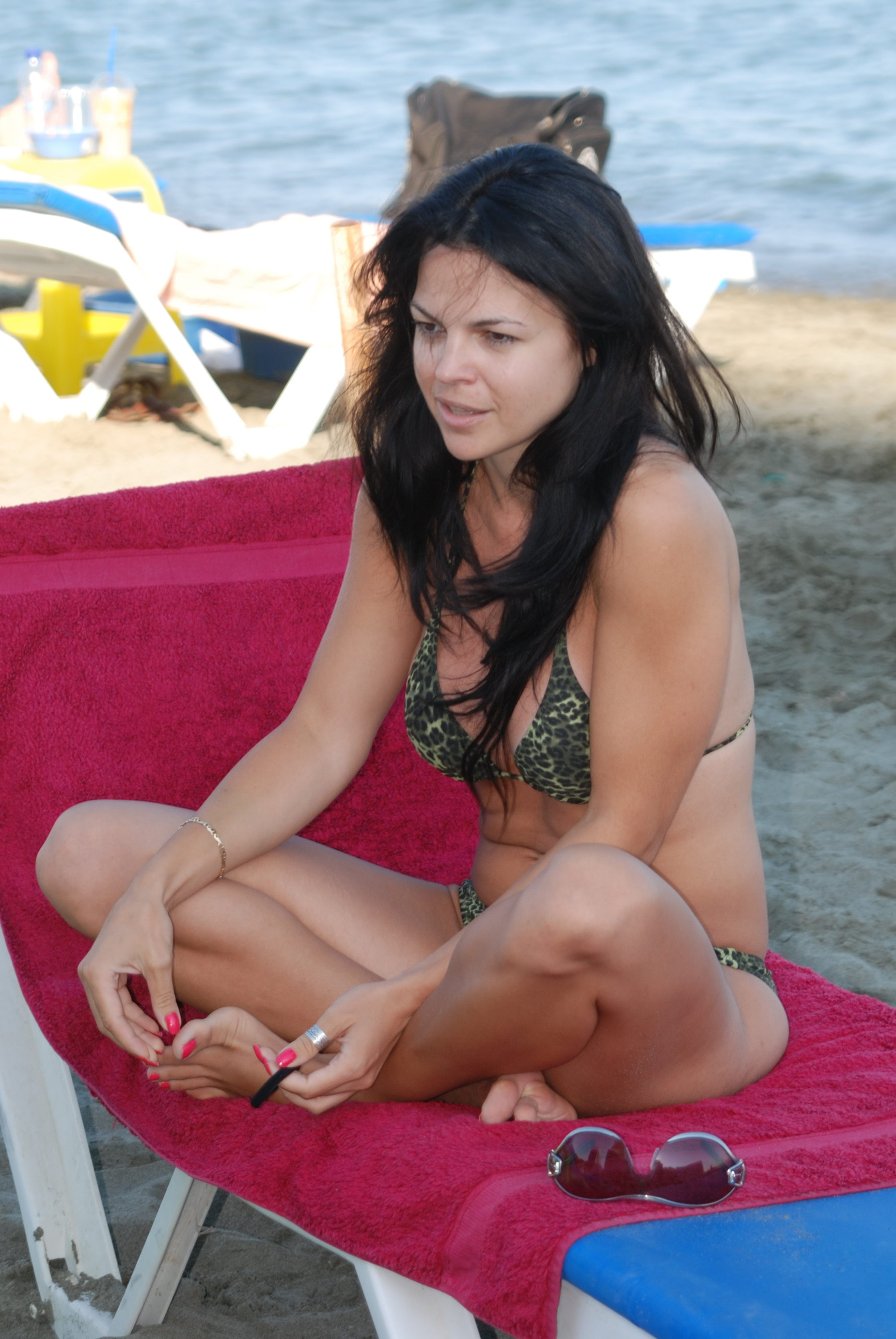
胡坐

跪坐在地上最常見的是屈膝而坐，一般可分為雙膝並排，或著是膝蓋彎曲盤腿而坐。也有雙腳伸直的坐姿，稱為踞坐。在東亞漢字文化圈傳統中踞坐是極其隨便、無禮的坐姿。另一種是雙膝屈曲坐著，稱為“蹲坐”。
雙膝並排的有正坐，又稱跽坐，是東亞傳統最正式的坐姿。而這種坐姿在瑜伽動作中稱為金剛坐。
盤腿坐，一種稱為胡坐，是把雙膝彎起交疊而坐，用於冥想、修行的盤腿坐又稱跏趺坐。
還有一種是一腿作蹲坐狀，另一腿盤起，稱為遊戲坐。
箕踞，即两脚向前方或前方两侧伸展而坐，身体形状如箕。東亞古代妇女箕踞是被视为大不恭的。《韩诗外传》记载：“孟子妻独坐箕踞，孟子入室视之，白其母曰：妇无礼。”

### 坐在凳上

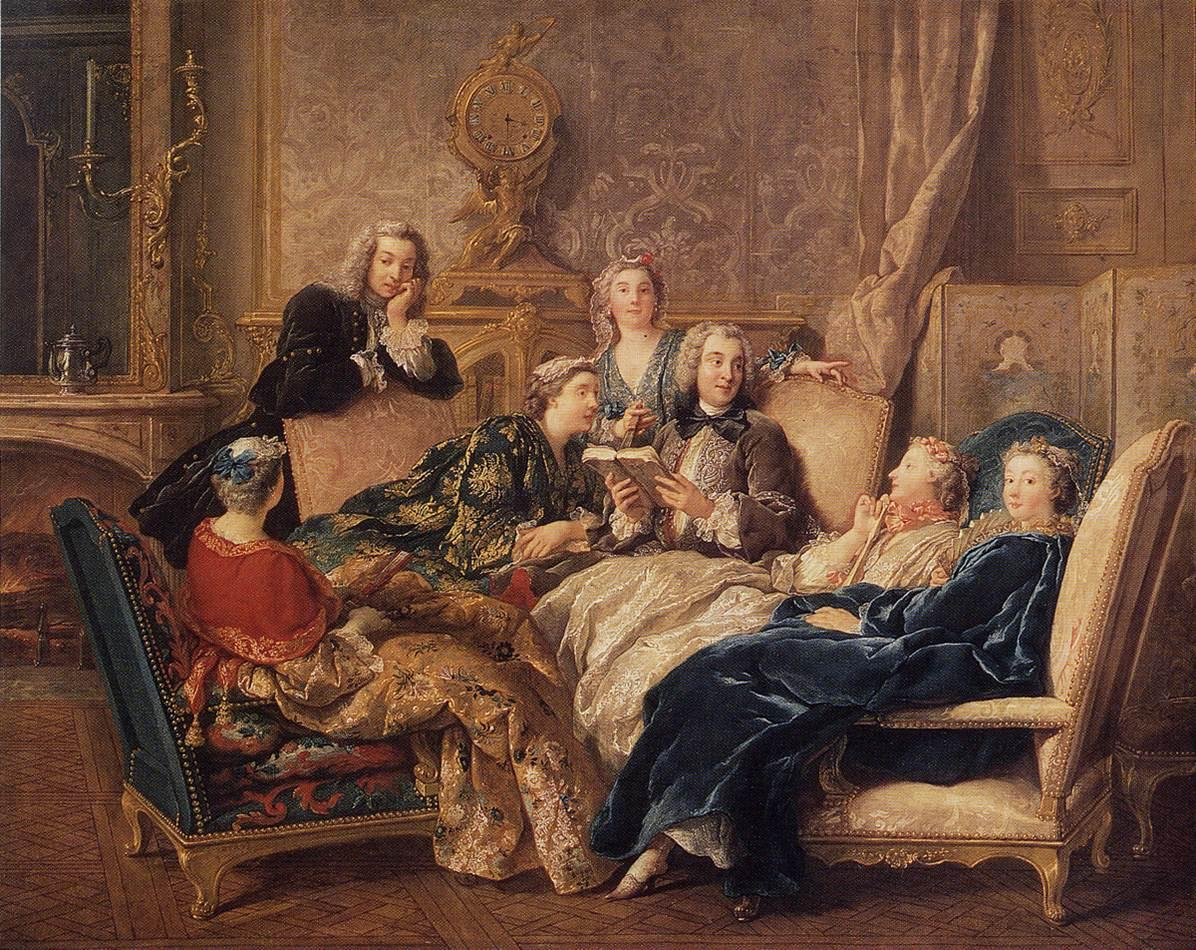
坐在椅子上的女人，由Jean-François de Troy繪製

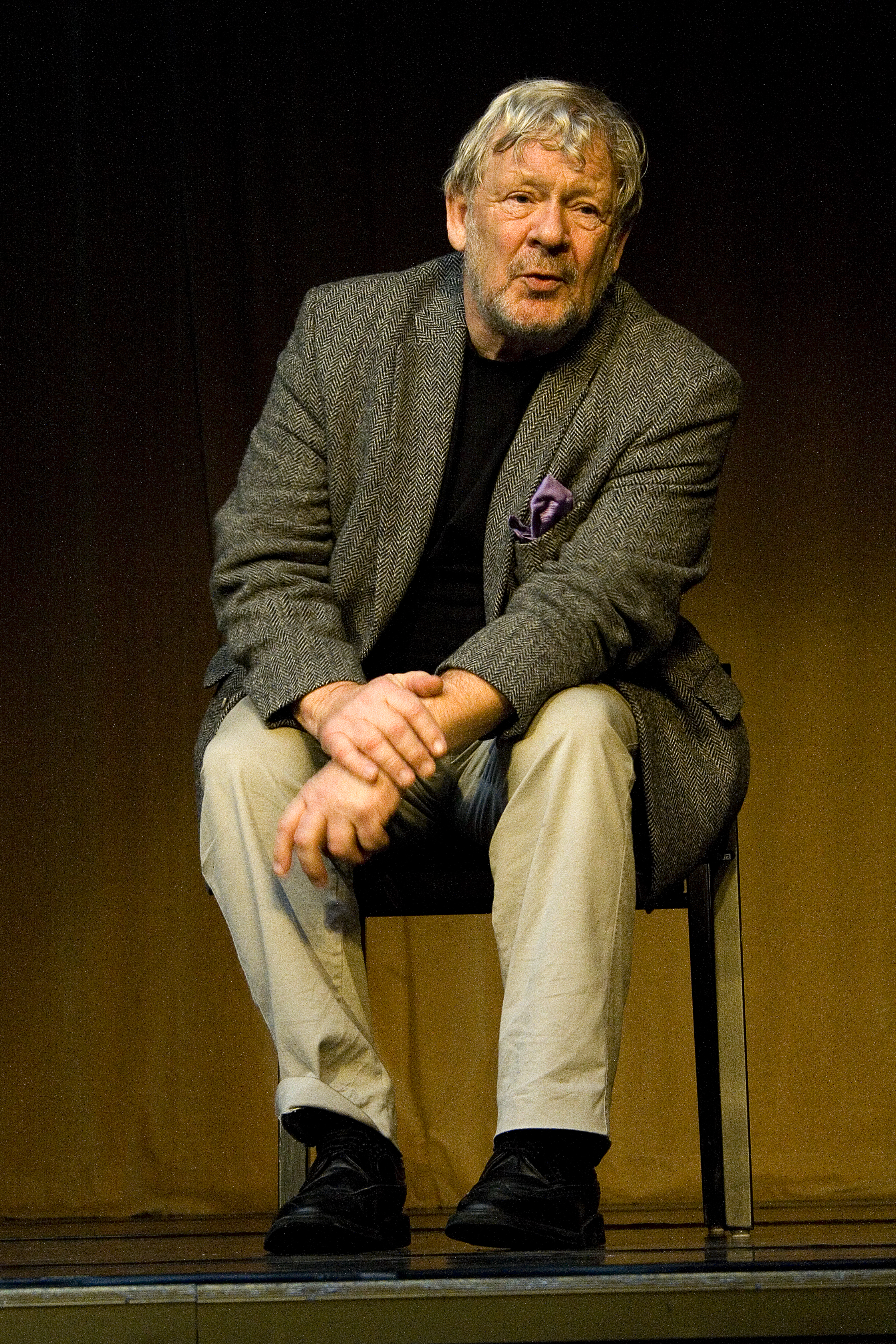
坐在椅子上的瑞典演員Börje Ahlstedt

有凳子或椅子時，臀部、大腿坐在椅凳上，雙腳著地。
中国春秋时期，人們开始坐在六只足的矮床上，如果要写字、吃饭，就放上一张叫做“案”或“几”的矮小桌子。到了汉朝末期，北方胡人发明了一种可以折叠的“胡床”和一种新颖轻便的坐具“马扎子”，即两木相交，中间穿绳，可张可合，人坐于其上，垂下双腿。这种坐具被胡人传入中原后广泛使用，被称为“胡座”，这种坐法也被称为“胡坐”。胡座也是中国椅子与凳子的前身，在胡坐的基础上，人们不断演变，在汉代后中国人逐渐有了坐于椅凳之上的习俗。

## 健康風險
十七世紀時貝納迪諾·拉馬茲尼所著的《論工人病》（De Morbis Artificum Diatriba），就將坐著列為「chair-workers」罹患疾病旳「奇怪姿勢」
之一。現今的研究發現長坐的人其死亡率會顯著的提高，若規律運動可以降低一些，但風險無法完全緩解。有關患病率及死亡率的原因有心血管疾病、肥胖症、2型糖尿病及癌症（特別是乳癌、子宫内膜癌、大腸癌、肺癌及表面上皮间质肿瘤）。已找到坐著和心臟病、2型糖尿病死亡率之間的關係，但和造成癌症死亡率的風險還不清楚。久坐時間也會和兒童及成年人重性抑鬱疾患的風險有關。目前已找到久坐職業和較高身高體重指數之間的相關性，不過還沒有找到因果關係。有關坐者是健康風險的原因，有很多的假說，例如因為肌肉長久沒有負荷造成的心輸出量、维生素D、炎症、性类固醇活性、脂蛋白脂肪酶活性、以及GLUT4活性的變化等。